# MUSICAL3
『MUSICAL3』（ミュージカルさん）は、2010年4月5日から6月28日まで、毎週月曜 24:00～24:30にTOKYO MXで放送されたテレビドラマである。全13回。
ソニー・ミュージックエンタテインメントが、2009年4月よりスタートさせたプロジェクト「E!TV」のうちの一番組である。

## 概要
東京のとある一軒家に住む三姉妹を描いた、ワンシチュエーションのミュージカルコメディドラマ。キャッチコピーは「セリフ、歌っちゃう?」「わたしたちの舞台は3LDK」。
2009年1月からテレビ東京系「ドラマ24」枠で放送されていた『セレぶり3』のキャスト・スタッフチームが制作を手がけており、同作のオマージュ作品となっている。

## ストーリー
父はブロードウェイの演出家、母は舞台女優という「ミュージカル」に囲まれた環境で育った四季家の三姉妹、蚊帳子・アキ・まふゆ。東京のとある一軒家に住む彼女たちは、気持ちが高ぶると歌い出してしまう性格の持ち主なのです。

## 登場人物

### レギュラー
四季蚊帳子（しきかやこ）：野波麻帆
3姉妹の長女。職業は保母。四季家の中では母親的存在で、料理や洗濯など家事をこなしておりしっかりものだが、ときどきあり得ないような聞き間違いをする。三田コンツェルンの御曹司・ヤスオにプロポーズを受け結婚を控え、家を出る準備を進めている。蚊帳子という名前は「悪い虫がつかないように」という父の願いが込められている。
四季アキ（しきあき）：中村ゆり
3姉妹の次女。現在、就職活動中だが、面接を受けてもなかなか就職先が決まらない。四季家の血を引きながら、なぜか一人だけ酒を飲まないと歌を歌えない。酒は少量でもあっという間に酔ってしまい、口調が荒くなる事もある。幼少の頃テレビで見たライオンの生態にあこがれ「百獣の王になる」という夢を思い出し、自立しようと一人暮らしを決意。長女・三女に家を貸す事を提案する。
四季まふゆ（しきまふゆ）：浅見れいな
3姉妹の三女。大学院に通う理系の学生で、カビの研究をしている。ファッションにはあまり関心がないのか、安っぽいジャージと上履きを愛用している。時代劇スター・二本松剣の熱狂的なファンであり、部屋の扉に等身大ポスターを貼っている。カビの毒素研究の権威エグモンド博士に認められ、まもなくオランダへ留学することが決まっている。

### ゲスト
第2話
菅井達也（今奈良孝行）、菅井萌美（藤本静）
第3話
南条龍二（萩野崇）、ヤクザ子分（中川智明）
第4話
西園寺幸之助（森下哲夫）、西園寺新太郎（迫田孝也）
第5話
二本松剣（飯田基祐）
第6話
折目正夫（菅原永二）
第7話
バラクーダよしえ（村岡希美）
第8話
ナカネットナカタ 中田（川島潤哉）
第9話
ジョー（杉山彦々）
第10話
星子 (重本ことり)
第11話
不動産屋（森下能幸）
第11・12話
ダン鈴木（根岸季衣）

### サブキャラ
名前のみの登場人物。
四季春彦（しきはるひこ）OPナレーション・平田広明
四季三姉妹の父親。ブロードウェイの演出家で、世界を飛び回るような活躍をしていたとのこと。
三田ヤスオ（みたやすお）
蚊帳子の婚約者で、三田コンツェルンの御曹司。

## スタッフ
- 企画・原案：アットムービー
- 監督：片岡K
- プロデュース：今泉潤（アットムービー）
- 脚本：ますもとたくや・日高勝郎・田辺茂範
- 脚本協力：永野たかひろ
- 音楽：Rita-iota
- ナレーション：平田広明
- 振付：中村千春
- 制作プロダクション：アットムービー・クリエイティヴ
- 製作：ソニー・ミュージックエンタテインメント
- 主題歌：「ZIG ZAG SATURDAY NIGHT」HALCALI（エピックレコードジャパン）

## 放送リスト
| 各話   | 放送日        | サブタイトル                                | 元になった作品               | 脚本           | 出演ゲスト等                                 |
| ------ | ------------- | ------------------------------------------- | ---------------------------- | -------------- | -------------------------------------------- |
| 第0話  | 2010年4月5日  | MUSICAL3 どど～んと紹介しちゃうぞスペシャル | -                            | -              | -                                            |
| 第1話  | 2010年4月12日 | サウンド・オブ・ミュージカル3               | サウンド・オブ・ミュージック | ますもとたくや | -                                            |
| 第2話  | 2010年4月19日 | マンマ・ミーヤゲ！                          | マンマ・ミーア!              | ますもとたくや | 今奈良孝行・藤本静                           |
| 第3話  | 2010年4月26日 | アニィ                                      | アニー                       | ますもとたくや | 萩野崇                                       |
| 第4話  | 2010年5月3日  | マネーの上のバイオリン弾き                  | 屋根の上のバイオリン弾き     | 日高勝郎       | 森下哲夫                                     |
| 第5話  | 2010年5月10日 | クレイチーズ・フォンデュー                  | クレイジー・フォー・ユー     | 田辺茂範       | 飯田基祐                                     |
| 第6話  | 2010年5月17日 | アン・フェア・レディ                        | マイ・フェア・レディ         | 田辺茂範       | 菅原永二                                     |
| 第7話  | 2010年5月24日 | 風水と共に去りぬ                            | 風と共に去りぬ               | 日高勝郎       | 村岡希美                                     |
| 第8話  | 2010年5月31日 | ツーハン・ルージュ                          | ムーラン・ルージュ           | 日高勝郎       | 川島潤哉                                     |
| 第9話  | 2010年6月7日  | 美女と野宿                                  | 美女と野獣                   | 田辺茂範       | 杉山彦々                                     |
| 第10話 | 2010年6月14日 | 4か5                                        | シカゴ                       | 田辺茂範       | 秋山エリサ・中村映里子・柳英里紗・重本ことり |
| 第11話 | 2010年6月21日 | ライフ・イズ・ミュージカル（前編）          | ライフ・イズ・ビューティフル | 田辺茂範       | 根岸季衣・森下能幸                           |
| 第12話 | 2010年6月28日 | ライフ・イズ・ミュージカル（後編）          | ライフ・イズ・ビューティフル | 田辺茂範       | 根岸季衣                                     |

## ネット局
| 放送対象地域 | 放送局   | 放送期間               | 放送時間                 | 放送系列  | 備考                  |
| ------------ | -------- | ---------------------- | ------------------------ | --------- | --------------------- |
| 東京都       | TOKYO MX | 2010年4月5日 - 6月28日 | 月曜 24時00分 - 24時30分 | 独立UHF局 | 6月21日は22時から放送 |